# Elizabeth Taylor
Dame Elizabeth Rosemond Taylor, nota anche con lo pseudonimo di Liz Taylor (Londra, 27 febbraio 1932 – Los Angeles, 23 marzo 2011), è stata un'attrice britannica con cittadinanza statunitense.
Considerata l'ultima grande diva dell'era d'oro di Hollywood per le sue doti recitative e una delle più singolari bellezze cinematografiche, raggiunse l'apice del successo fra gli anni cinquanta e sessanta, durante i quali fu l'attrice più pagata di Hollywood e ricevette enormi consensi da parte della critica. Vincitrice per due volte del Premio Oscar alla migliore attrice a fronte di cinque candidature (nel 1961 per Venere in visone e nel 1967 per Chi ha paura di Virginia Woolf?), nel 1993 vinse l'Oscar Premio umanitario Jean Hersholt per le sue attività di beneficenza, in particolare per la lotta contro l'AIDS.
Oltre ai tre Oscar, la Taylor vinse quattro Golden Globe, un premio BAFTA e tre David di Donatello. Altri suoi celebri ruoli interpretati in età adulta sono quelli nei film Il padre della sposa (1950), Un posto al sole (1951), L'ultima volta che vidi Parigi (1954), Il gigante (1956), L'albero della vita (1957), La gatta sul tetto che scotta (1958), Improvvisamente, l'estate scorsa (1959), Cleopatra (1963), La bisbetica domata (1967), Riflessi in un occhio d'oro (1968), X, Y e Zi (1972) e Assassinio allo specchio (1980).
Nel 1999 l'American Film Institute la inserì al settimo posto tra le più grandi star della storia del cinema, dietro Katharine Hepburn, Bette Davis, Audrey Hepburn, Ingrid Bergman, Greta Garbo e Marilyn Monroe.
Liz è sempre stata descritta come "la diva dagli occhi viola". Intervistata un giorno a tale proposito, rispose: «I miei occhi sono blu marino, ma hanno delle screziature rosse (per via di alcuni vasi capillari visibili); se illuminati dalla giusta luce appaiono viola».

## Biografia

### Le origini e gli inizi della carriera di attrice bambina

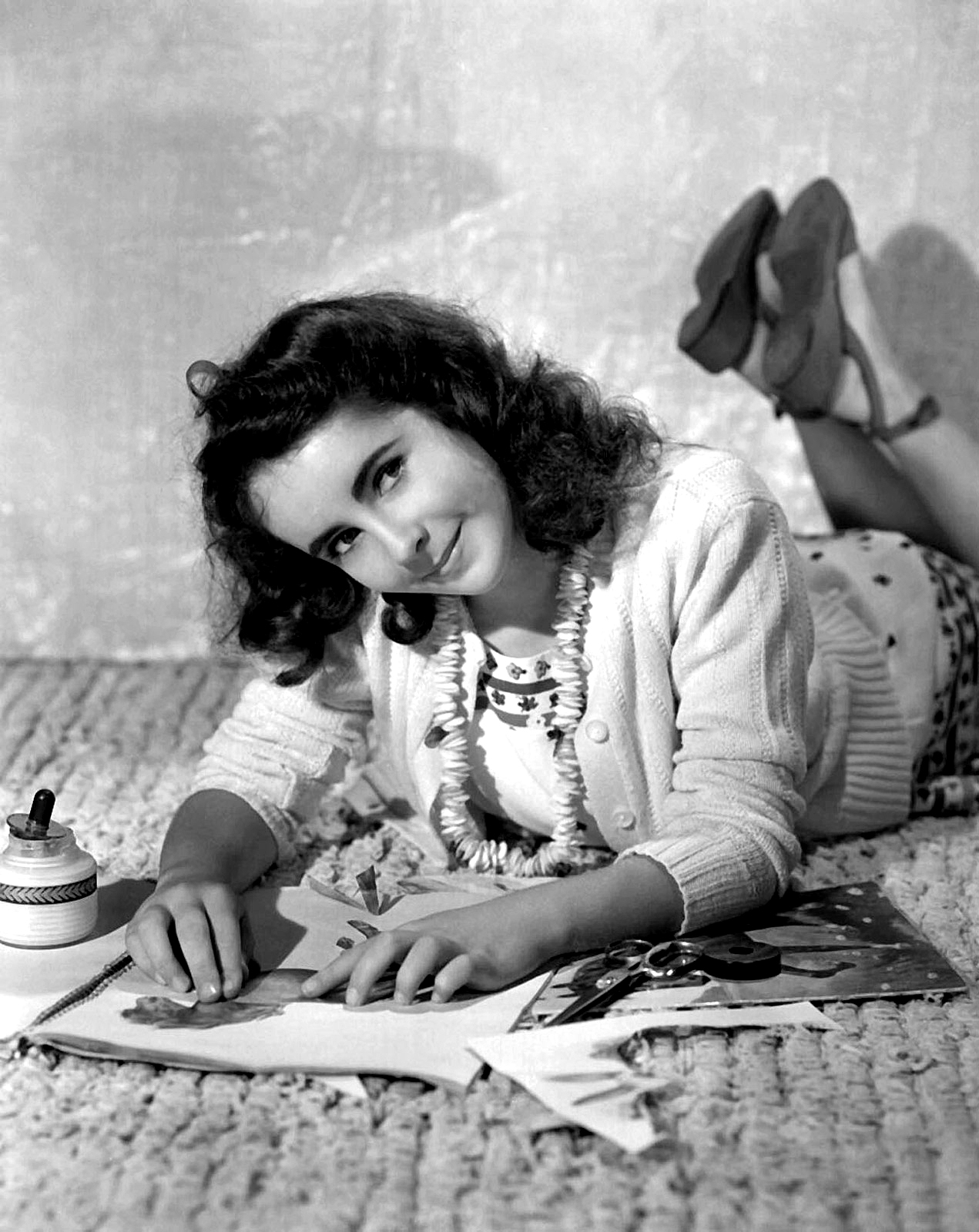
Elizabeth Taylor nel 1942

Elizabeth Taylor nacque a Hampstead, Londra, seconda figlia di Francis Lenn Taylor e di Sara Viola Warmbrodt, due statunitensi residenti in Gran Bretagna. Ebbe un fratello maggiore, Howard Taylor (1929-2020). A Elizabeth venne data la nazionalità statunitense e al fratello fu data la cittadinanza britannica. Entrambi i genitori erano originari di Arkansas City, Kansas. Suo padre era un commerciante d'arte e sua madre era un'ex-attrice, famosa con il nome d'arte di Sara Sothern, ritiratasi dalle scene quando si sposò nel 1926 a New York.
Anche se molto spesso ci si riferisce a lei come Liz, Taylor dichiarò sempre di preferire il suo nome proprio per esteso; i suoi nomi di battesimo vennero scelti in onore della nonna paterna, Elizabeth Taylor, nata Elizabeth Mary Rosemond, sposa di Francis Marion Taylor. I nonni materni si chiamavano Elizabeth Ann Wilson e Samuel Sylvester Warmbrodt. Il bisnonno di Elizabeth, Samuel Warmbrodt, era originario della Svizzera.
All'età di tre anni Elizabeth cominciò a prendere lezioni di danza. Dopo l'entrata in guerra del Regno Unito i suoi genitori scelsero di tornare negli Stati Uniti per evitare le ostilità. Elizabeth e il fratello tornarono immediatamente assieme alla madre, mentre il padre, per finire di sistemare gli affari a Londra, li raggiunse poco tempo dopo. La famiglia si trasferì a Los Angeles, dove allora viveva la famiglia di Sara, i Warmbrodts.
Molti conoscenti della famiglia, e addirittura estranei, consigliarono ai suoi genitori di proporre Liz per il ruolo di Diletta in Via col vento (1939) di Victor Fleming, ma la madre rifiutò pensando che per la bambina il ruolo fosse troppo estraneo. All'età di nove anni, la Taylor apparve nel suo primo film, There's One Born Every Minute (1942) di Harold Young, prodotto dagli Universal Studios. Scaduto il contratto con la Universal, che comprendeva solo quella pellicola, venne ingaggiata dalla Metro-Goldwyn-Mayer, dove il suo primo lavoro fu Torna a casa, Lassie! (1943) di Fred M. Wilcox, che la impose all'attenzione del pubblico.
Dopo un altro paio di pellicole, una delle quali per la 20th Century Fox, apparve nel suo primo film come protagonista, interpretando Velvet Brown, una bambina che allena un cavallo per vincere l'Aintree Grand National, nel film Gran Premio (1944) di Clarence Brown, con Mickey Rooney. La pellicola ottenne un grandissimo successo, con un incasso di oltre 4.000.000$ al botteghino, e le fece guadagnare lo status di "bambina-prodigio". Il successo di pubblico e le ottime critiche spinsero la casa di produzione a proporle un lauto contratto a lungo termine. Durante le riprese del film la dodicenne Taylor ebbe un incidente a cavallo che le procurò una frattura spinale. Da qui seguirono i problemi alla schiena che la afflissero fino a costringerla quasi perennemente su una sedia a rotelle negli ultimi anni di vita.

### La transizione verso i ruoli adulti (1949-1954)

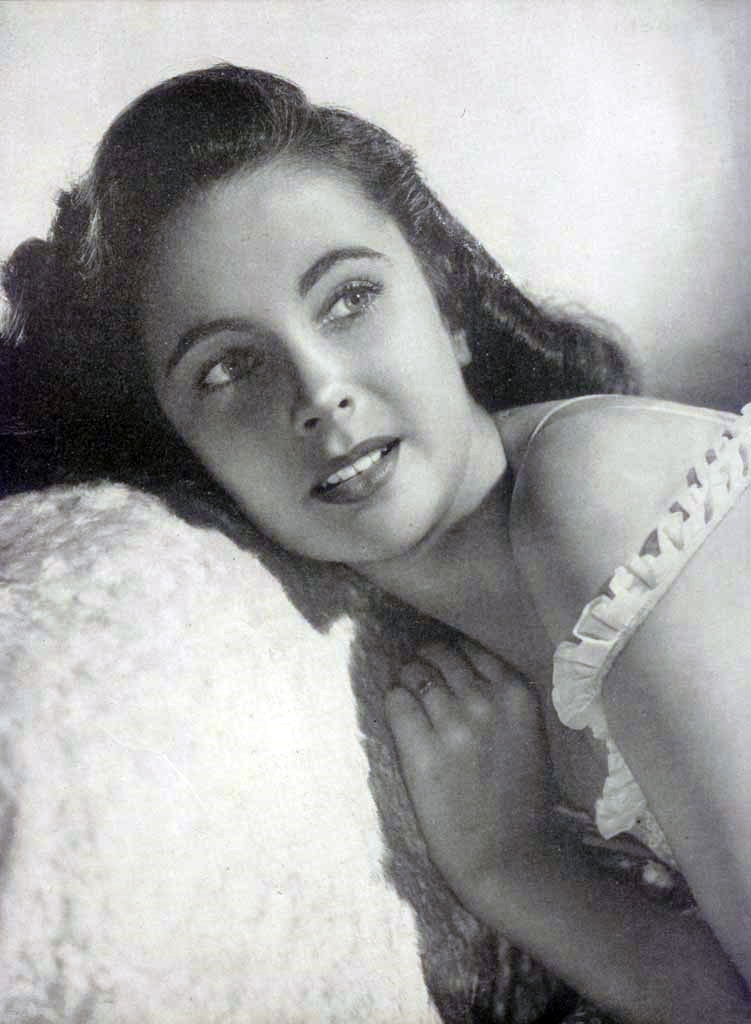
Elizabeth Taylor nel 1947

Ancora adolescente, la giovane Elizabeth Taylor era riluttante a continuare la carriera di attrice, ma la madre la costrinse a esercitarsi senza sosta per imparare a piangere a comando, controllandola durante le riprese e segnalandole errori. La giovane raramente incontrava persone della sua età sul set e gli impegni di attrice non le permettevano di ricevere una normale istruzione, tanto che aveva bisogno di usare le dita anche per le operazioni aritmetiche di base. A sedici anni disse ai genitori che desiderava lasciare la recitazione per vivere un'adolescenza normale, ma la madre le rispose che era un'ingrata: «Tu hai una responsabilità, Elizabeth. Non soltanto con questa famiglia, ma con il paese adesso, con il mondo intero».
Diversamente da altri bambini prodigio, Taylor riuscì con facilità nella transizione verso i ruoli da adulta. Interpretò la vezzosa Amy March nel film Piccole donne (1949) di Mervyn LeRoy, dopodiché raggiunse l'Inghilterra per le riprese del film Alto tradimento (1949) di Victor Saville. Prima della distribuzione della pellicola nelle sale, un articolo di copertina del Time la definì «un gioiello di grande valore, un vero zaffiro, una stella» e la principale tra le star della nuova generazione di Hollywood, al pari di Montgomery Clift, Kirk Douglas e Ava Gardner. Alto tradimento fu un fallimento al box-office, ma la sedicenne Taylor, che aveva già l'aspetto di una donna adulta e conturbante, riuscì a interpretare in maniera credibile il ruolo di una debuttante ventunenne che sposa, senza saperlo, una spia comunista (interpretata da Robert Taylor): la critica la elogiò per il suo primo ruolo maturo. Anche il successivo film, la commedia La sbornia di David (1950) di Norman Krasna, fu un flop al botteghino, ma per la Taylor fu il primo impegno cinematografico per cui ottenne un compenso di 2.000 dollari a settimana.

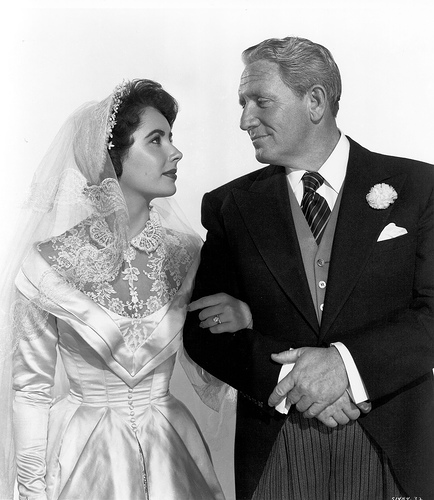
Elizabeth Taylor con Spencer Tracy ne Il padre della sposa (1950)

Il suo primo grande successo da adulta fu quello nel ruolo di Kay Banks nella commedia Il padre della sposa (1950) di Vincente Minnelli, accanto a Spencer Tracy e Joan Bennett, pellicola che ebbe un notevole riscontro di pubblico e di cui venne realizzato un sequel, Papà diventa nonno (1951), ancora diretto da Minnelli. Ma fu il successivo film, Un posto al sole (1951) di George Stevens, a lanciarla definitivamente verso una fortunata carriera di interprete di ruoli drammatici.
Le riprese di Un posto al sole iniziarono verso la fine del 1949, ma il film fu distribuito nelle sale soltanto nel 1951. Fu acclamata per la sua interpretazione di Angela Vickers, una ricca ragazza viziata che si frappone tra George Eastman (Montgomery Clift) e la sua fidanzata incinta, una povera operaia di una fabbrica (interpretata da Shelley Winters). Il film, basato sul romanzo Una tragedia americana di Theodore Dreiser, rappresentava un atto di accusa al "sogno americano" e alle sue influenze corruttrici.
Benché ancora diciassettenne e non fosse del tutto consapevole sia delle implicazioni psicologiche della storia sia delle sue potenti sfumature, la sua interpretazione fu convincente e rappresentò il vero lancio della sua carriera. Il regista George Stevens, a proposito della giovane e bellissima star, disse che «il pubblico avrebbe capito perché George Eastman (Clift) avrebbe ucciso per un posto al sole con lei». La giornalista di Hollywood Hedda Hopper, a cui fu permesso di assistere alle riprese, rimase «a occhi aperti di fronte alla ragazzina di Gran Premio che seduceva Montgomery Clift dinanzi a una macchina da presa». Quando la scena fu conclusa, la Hopper andò da lei e le disse: «Elizabeth, dove mai hai imparato a fare l'amore a quel modo?». La critica acclamò il film come un classico, una reputazione che mantiene tuttora. A.H. Wiler del New York Times scrisse: «La rappresentazione di Elizabeth della ricca e avvenente Angela è lo sforzo più alto della sua carriera», mentre il recensore di Boxoffice affermò: «Miss Taylor merita un Premio Oscar».

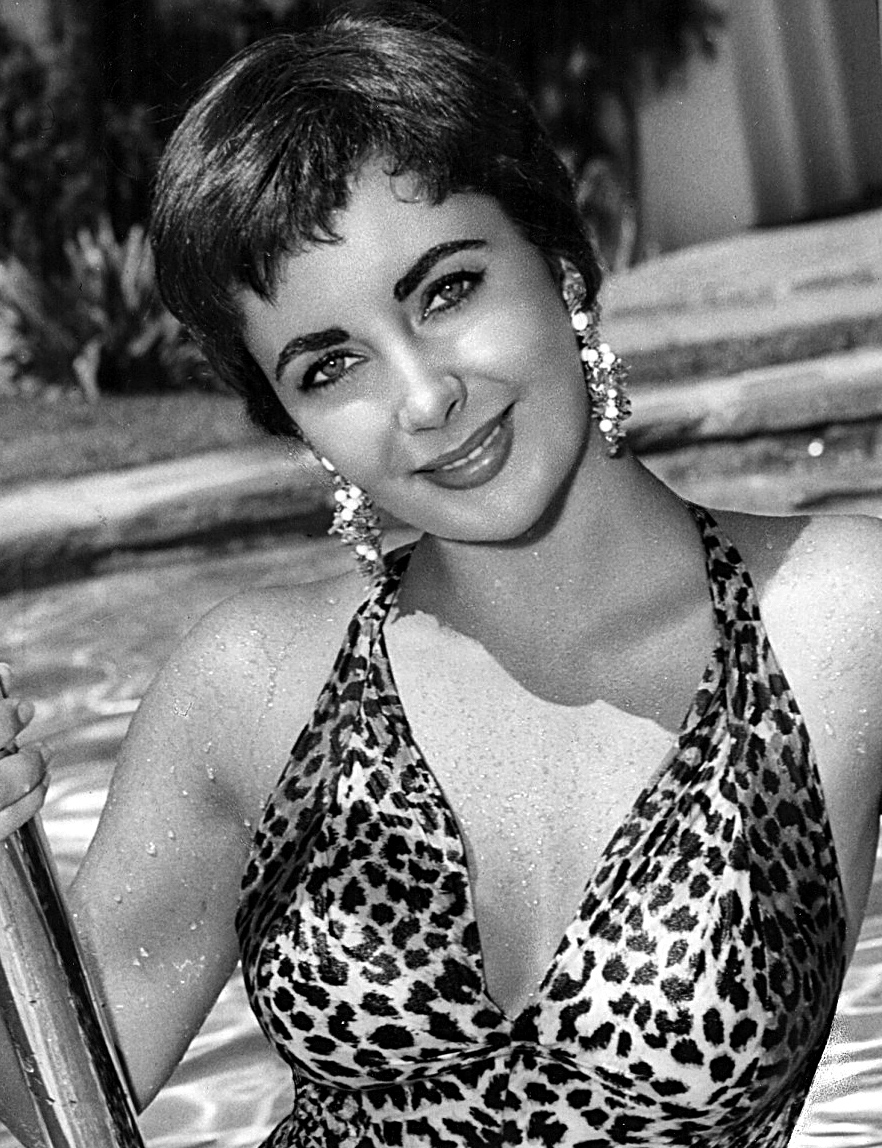
Elizabeth Taylor in L'ultima volta che vidi Parigi (1954)

Taylor, che nel frattempo aveva frequentato la scuola direttamente negli studi della Metro-Goldwyn-Mayer, si diplomò alla University High School di Los Angeles il 26 gennaio 1950, lo stesso anno in cui, diciottenne, si sposò per la prima volta. Nella prima metà degli anni cinquanta divenne sempre più insoddisfatta dei ruoli che le venivano offerti. Mentre avrebbe voluto interpretare i ruoli da protagonista in La contessa scalza e in Piangerò domani, la MGM continuò a riservarle ruoli stereotipati in film come Marito per forza (1952) di Stanley Donen, Ivanhoe (1952) e Vita inquieta (1953), entrambi di Richard Thorpe, La pista degli elefanti (1954) di William Dieterle, ove subentrò a Vivien Leigh. L'ennesimo ruolo insoddisfacente nel dramma romantico Rapsodia (1954) di Charles Vidor, si rivelò altrettanto frustrante. Interpretò Louise Durant, una bella ragazza ricca innamorata di un violinista (Vittorio Gassman) e di un giovane pianista (John Ericson). Un critico del New York Herald Tribune scrisse: «C'è senza dubbio bellezza nel film, con Miss Taylor che brilla nella scena a ogni inquadratura… ma le pretese drammatiche sono deboli, nonostante le espressioni nobili e graziosi manichini in posa». Il successivo Lord Brummell (1954) di Curtis Bernhardt la vide nel ruolo di Lady Patricia, molto elaborato da un punto di vista figurativo, ma in sostanza splendidamente vuoto, utile solo a fare da sostegno al protagonista del film, Stewart Granger. L'ultima volta che vidi Parigi (1954) di Richard Brooks le offrì invece un ruolo più complesso dei precedenti e la riunì a Van Johnson, con cui aveva girato La sbornia di David. Il ruolo di Helen Ellsworth Willis era basato sulla figura di Zelda Sayre Fitzgerald, giornalista e scrittrice dalla vita spregiudicata e tragica, e Taylor portò a termine il film (il quarto in dodici mesi) nonostante fosse incinta del suo secondo figlio.

### La grande popolarità (1956-1979)

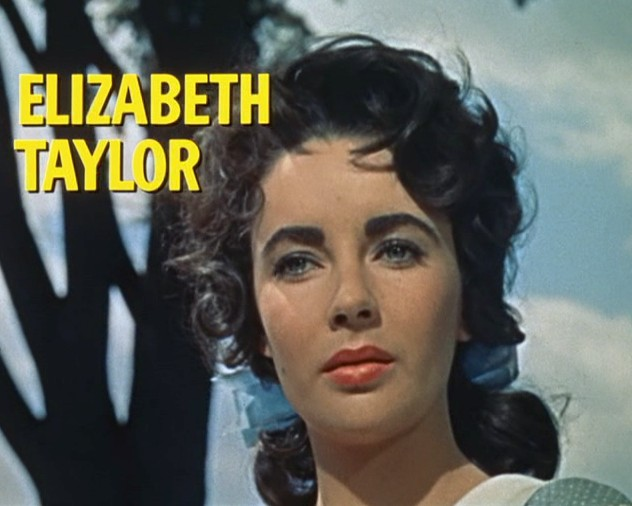
Elizabeth Taylor ne Il gigante (1956)

Desiderosa di interpretare ruoli più consistenti, nel 1956 ottenne una scrittura più interessante ne Il gigante, epico film di George Stevens, quale protagonista femminile accanto a Rock Hudson (sul set nacque la loro amicizia, durata sino alla morte di quest'ultimo) e James Dean (nel suo ultimo film, prima della tragica scomparsa). Seguirono tre film di successo per i quali ottenne altrettante candidature agli Oscar come miglior attrice protagonista. Nel 1957 girò il film drammatico in costume L'albero della vita di Edward Dmytryk, con Eva Marie Saint e Montgomery Clift, che, proprio durante le riprese di questa pellicola, ebbe il grave incidente stradale che lo sfigurò e lo condizionò per il resto della carriera. Fu proprio lei, sua grande amica, ad accorrere sul luogo e a salvargli la vita, estraendogli dalla bocca i denti spezzati che lo stavano soffocando.

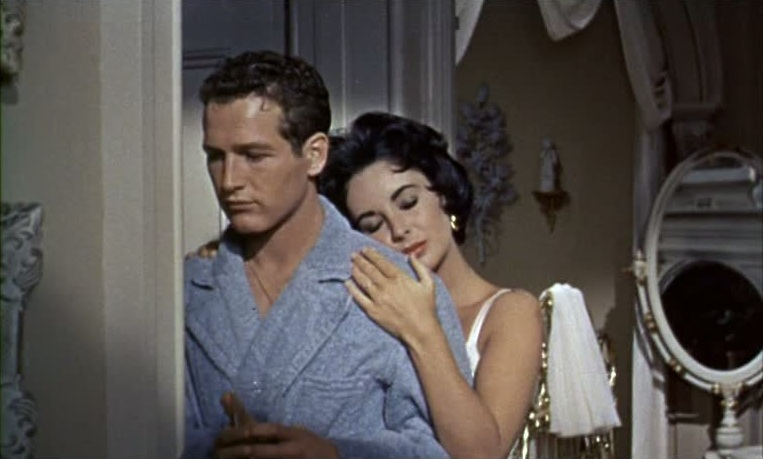
Elizabeth Taylor insieme a Paul Newman ne La gatta sul tetto che scotta (1958)

Nei due anni successivi lavorò in due film tratti da celebri drammi di Tennessee Williams: La gatta sul tetto che scotta (1958) di Richard Brooks, nel ruolo della bella ma infelice moglie di uno sportivo (Paul Newman), in crisi con sé stesso a causa della morte del suo migliore amico, il quale, prima di morire, gli aveva rivelato di avere avuto una relazione con sua moglie, e Improvvisamente, l'estate scorsa (1959) di Joseph L. Mankiewicz, dove interpretò una giovane donna, sostenuta dal suo medico (ancora Montgomery Clift), in lotta contro la potente zia (Katharine Hepburn), intenzionata a farla sottoporre a lobotomia per mettere a tacere uno scandalo familiare. Quest'ultima interpretazione la rese una delle attrici più acclamate, nella rosa dei dieci attori di maggior successo (sarebbe rimasta nella top ten per quasi tutto il decennio successivo). Nel 1961 ottenne l'ambita statuetta per il film Venere in visone di Daniel Mann, nel drammatico ruolo di una prostituta che tenta di riconquistare il suo primo amore (Laurence Harvey) ormai sposato. Tuttavia, alcuni critici ritennero che il premio le fosse stato conferito per compassione: infatti, alcuni mesi prima della premiazione, Taylor aveva sfiorato la morte a causa di un attacco di polmonite.

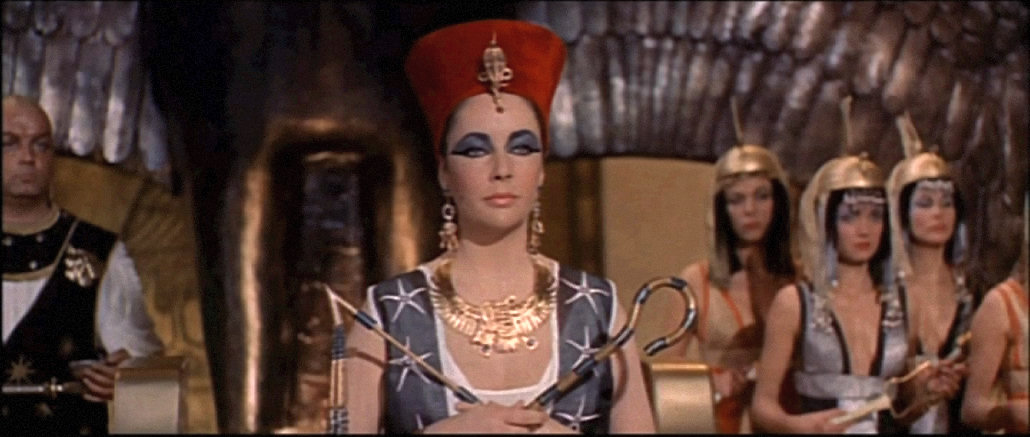
Elizabeth Taylor in Cleopatra (1963)

Divenuta l'attrice più pagata di Hollywood, nel 1960 firmò un contratto da un milione di dollari (lievitati a sette alla fine delle riprese) con la 20th Century Fox per interpretare la regina Cleopatra nell'omonimo film in costume. Accanto avrebbe avuto Rex Harrison nel ruolo di Giulio Cesare e Richard Burton in quello di Marco Antonio. La lavorazione del film fu particolarmente complicata: le riprese iniziarono a Londra nel 1960 sotto la regia di Rouben Mamoulian, ma dopo poche settimane dovettero essere interrotte a causa della polmonite che portò la Taylor vicina alla morte (le fu praticata una tracheotomia). Dal momento che il rigido clima inglese non le avrebbe permesso di ristabilirsi, l'intero set dovette essere smantellato e ricostruito a Roma, negli studi di Cinecittà. La produzione riprese nel 1961 con la regia di Joseph L. Mankiewicz, e il film venne distribuito nel 1963. Nato come un progetto da 2 milioni di dollari, alla fine raggiunse l'esorbitante cifra di 44 milioni, mai recuperati al botteghino, che fecero quasi fallire la casa produttrice e che, rapportati all'inflazione, corrispondono a 323 milioni di euro del 2012.

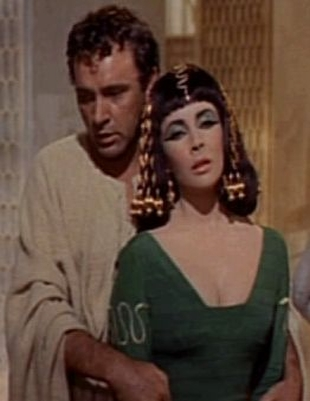
Richard Burton e Elizabeth Taylor in Cleopatra

Sul set conobbe Richard Burton; tra i due nacque una storia d'amore, sebbene entrambi fossero già sposati (la Taylor era già al suo quarto matrimonio). Dopo il divorzio dai rispettivi coniugi, nel 1964 convolarono a nozze e, nonostante lo scandalo, la loro carriera non ne uscì intaccata.
Nel 1967 ottenne il suo secondo premio Oscar come migliore attrice protagonista per Chi ha paura di Virginia Woolf? (1966) di Mike Nichols, film in cui interpretò il personaggio di Martha, una donna alcolizzata e isterica, che affronta una grave crisi coniugale con il marito George, interpretato dallo stesso Burton. Per lei, il film rappresentò l'occasione di lasciarsi alle spalle l'immagine divistica per misurarsi con un personaggio per lei inedito, una donna di mezza età sciatta e irascibile, che combatte per salvare il proprio matrimonio. Temendo di non apparire abbastanza vecchia (il personaggio aveva vent'anni in più rispetto a lei), ingrassò, si tinse i capelli di grigio e adottò un trucco che appesantisse i lineamenti del volto per essere più credibile. La sua esuberante interpretazione fu un trionfo e ridette slancio alla sua carriera dopo il tonfo di Cleopatra, ispirando la sua nuova immagine cinematografica verso ruoli più maturi di donna combattiva e irrequieta.
Nel corso degli anni sessanta Taylor e Burton apparvero insieme in altri film: International Hotel (1963) di Anthony Asquith, Castelli di sabbia (1965) di Vincente Minnelli e La bisbetica domata (1967), adattamento di Franco Zeffirelli della commedia shakespeariana che rinverdì il successo internazionale della coppia. Nel 1967 i loro film avevano guadagnato da soli ben 200 milioni di dollari. La pausa di tre mesi che i due attori presero dai set causò allarme a Hollywood, dal momento che quasi la metà degli incassi cinematografici statunitensi dipendeva proprio da loro. Nel 1967 seguirono altri due film in coppia, Il dottor Faustus diretto dallo stesso Burton, e I commedianti di Peter Glenville; l'anno successivo apparvero ancora insieme in La scogliera dei desideri di Joseph Losey. Nonostante l'impiego di ottimi registi e comprimari e qualche apprezzamento della critica, nessuno di questi film ebbe successo.
Nel 1963 Taylor fu in lizza per la parte della protagonista del musical My Fair Lady (1964) di George Cukor, già interpretata in teatro da Julie Andrews e poi definitivamente assegnata ad Audrey Hepburn, che accettò proprio quando venne a sapere della sua possibile sostituzione con la Taylor.
Apparve poi in Riflessi in un occhio d'oro (1967) di John Huston accanto a Marlon Brando (che sostituì Montgomery Clift, morto prima dell'inizio delle riprese) e, con un ruolo piuttosto inusuale, in Cerimonia segreta (1968) di Joseph Losey, al fianco di Robert Mitchum e Mia Farrow. Alla fine degli anni sessanta il suo potere di attrazione al box office era però molto diminuito, come dimostrò il fiasco del successivo film, L'unico gioco in città (1970) di George Stevens, ove venne affiancata da Warren Beatty. Continuò a recitare in vari film di circuito per tutti gli anni settanta: X Y e Zi (1972) di Brian G. Hutton, con Michael Caine e Susannah York, Una faccia di c... (1972) di Peter Ustinov, Il giardino della felicità (1976) di George Cukor, ove affiancò Jane Fonda e Ava Gardner, e il musical Gigi (1978) di Harold Prince. Recitò ancora con Burton e con Peter O'Toole in Under Milk Wood (1972) di Andrew Sinclair.
Nel 1973 venne nuovamente diretta da Hutton in Ad un'ora della notte, ove ritrovò Laurence Harvey e che non ebbe successo. Subito dopo tornò in Italia per prendere parte a Mercoledì delle ceneri (1973) di Larry Peerce, ove recitò con Henry Fonda, e Identikit (1974) di Giuseppe Patroni Griffi, in coppia con Ian Bannen.

### La maturità (1980-2011)

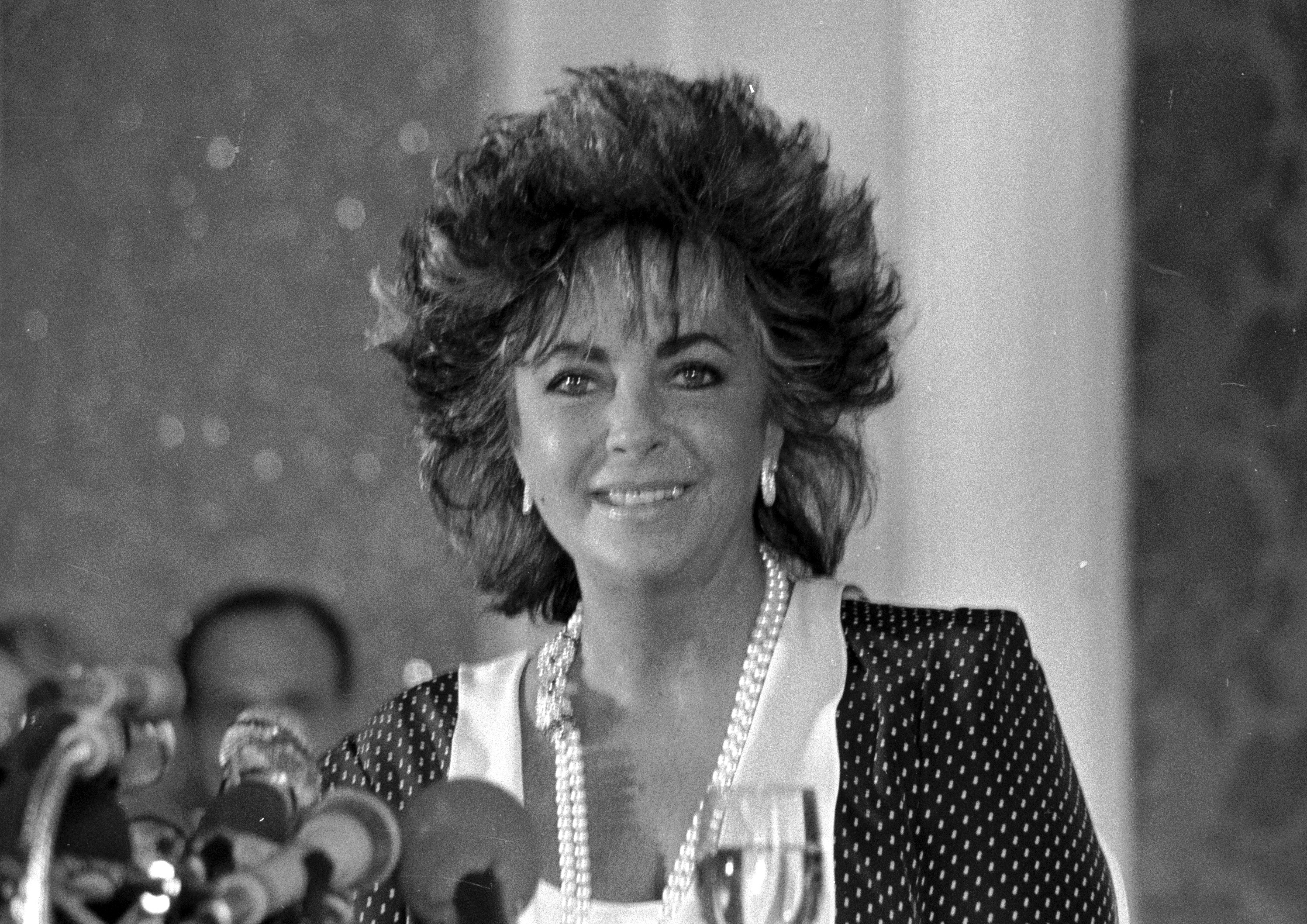
Elizabeth Taylor al Festival di Deauville 1985

Nel 1980, con il ruolo di una celebre attrice americana minacciata in un paesino inglese negli anni cinquanta, apparve nel giallo Assassinio allo specchio di Guy Hamilton, fortunato adattamento di un romanzo di Agatha Christie, ove affiancò Rock Hudson, Angela Lansbury, Tony Curtis, Kim Novak e Geraldine Chaplin. Nel 1988 recitò di nuovo per Franco Zeffirelli interpretando la cantante lirica Nadina Bulichoff insieme a C. Thomas Howell in Il giovane Toscanini, ma il film fu molto criticato. Il suo ultimo impegno cinematografico fu nel film I Flintstones (1994) di Brian Levant, ove interpretò con ironia il personaggio di Pearl Slaghoople, invadente suocera di Fred (John Goodman).

#### Teatro e televisione
Oltre che sul grande schermo, Taylor recitò in diversi film per la televisione, esordendo nel 1973 con Divorzia lui divorzia lei di Waris Hussein, che fu la sua ultima pellicola girata in coppia con Burton. Nel 1983 duettò con Carol Burnett in Tra amiche di Lou Antonio. Nel 1985 interpretò la famosa giornalista di cronaca rosa Louella Parsons in Malizia a Hollywood di Gus Trikonis, accanto a Jane Alexander, che interpretava Hedda Hopper, cui seguì nel 1987 Poker Alice - La regina del gioco di Arthur Allan Seidelman, in coppia con George Hamilton. Nel 1989 apparve come guest star nella miniserie Nord e Sud; nello stesso anno recitò accanto a Mark Harmon e con la regia di Nicolas Roeg interpretando il ruolo di Alexandra Del Lago, personaggio reso celebre anni prima da Geraldine Page, in La dolce ala della giovinezza, tratto dall'omonimo dramma di Tennessee Williams.
Negli anni ottanta iniziò a recitare anche a teatro, facendo il suo esordio a Broadway e nel West End nel 1982 con il dramma Piccole volpi di Lillian Hellman. Recitò poi in Private Lives (1983) di Noël Coward accanto all'ex-marito Richard Burton, in una delle sue ultime interpretazioni.
Apparve anche in varie soap opera, tra cui General Hospital (1981) e La valle dei pini (1984). Nel 1996 recitò, nel ruolo di sé stessa, in un episodio della sitcom La tata. In quegli anni si dedicò anche al doppiaggio nel cartone I Simpson: una volta nel ruolo di sé stessa e una volta come voce di Maggie Simpson, quando pronuncia la sua prima parola («papà»). Recitò per l'ultima volta in un film per la TV nel 2001 con These Old Broads di Matthew Diamond, ove affiancò Debbie Reynolds, Shirley MacLaine e Joan Collins.

### Iniziative e cause
Elizabeth Taylor ha sempre dichiarato la sua passione per la gioielleria. Nel corso degli anni ha posseduto una grande quantità di gioielli, tra i quali il Diamante Krupp di 33,19 carati (6,64 g) e il diamante Taylor-Burton, a forma di goccia, di 69,42 carati (13,88 g), che fu uno dei numerosi regali del marito Richard Burton. La sua collezione di gioielli venne immortalata dal libro My Love Affair with Jewelry (2002). Nel 2005 costituì una società con Jack e Monty Abramov della "Mirabelle Luxury Concepts" di Los Angeles per presentare la gioielleria "House of Taylor Jewelry".
Si occupò personalmente anche della creazione e del lancio di tre profumi con il suo nome, "Passion", "White Diamonds" e "Black Pearls", che insieme hanno incassato circa 200 milioni di dollari.
Dedicò molto tempo e molte energie nella lotta all'AIDS, attraverso manifestazioni e raccolte fondi. Dopo la morte del suo collega e amico Rock Hudson, avvenuta nel 1985, fu tra le fondatrici dell'American Foundation for AIDS Research (AMFAR, amfar.org). Diede vita a una propria fondazione. Fino al 1999 contribuì a raccogliere circa 50 milioni di dollari per la lotta alla malattia.
Fu grande amica del cantante Michael Jackson, che conobbe nel 1985. Da quel momento unirono spesso il loro nome in diverse iniziative benefiche. Jackson le dedicò la canzone Liberian Girl (1989) ed ebbe sempre per lei un'ammirazione colma di devoto e intenso affetto, del resto totalmente ricambiata. L'ultimo matrimonio di Liz, quello con l'operaio Larry Fortensky, fu celebrato proprio nel Neverland Ranch del cantante, e officiato da un'ancora semisconosciuta Marianne Williamson. Inoltre fu Liz in persona a scrivere la prefazione al libro Dancing the Dream di Michael Jackson, che uscì nel 1992.

### I problemi di salute e gli ultimi anni
Nel novembre 2004 Taylor annunciò di essere affetta da una grave forma di insufficienza cardiaca. Nel corso della sua esistenza si infortunò alla schiena cinque volte, la prima delle quali all'età di nove anni mentre girava There's One Born Every Minute (1942); affrontò con successo un'operazione per la rimozione di un tumore benigno al cervello, un cancro alla pelle e due polmoniti. Anche per colpa della cattiva salute, per lunghi periodi condusse un'esistenza da reclusa, dovendo spesso rinunciare ad apparizioni pubbliche. Nell'ultimo periodo della sua vita la sua mobilità era ormai limitata e l'attrice era costretta su una sedia a rotelle.
Il 27 aprile 2006 si diffuse la notizia che fosse vicina alla morte per i suoi problemi cardiaci, e che stesse dettando le sue volontà per i funerali. La notizia venne smentita dal suo portavoce, Dick Guttman, secondo il quale Elizabeth Taylor godeva di buona salute.
Nel febbraio 2007 festeggiò i 75 anni con un party a Las Vegas, al quale partecipò anche Debbie Reynolds, con la quale si era intanto riconciliata.

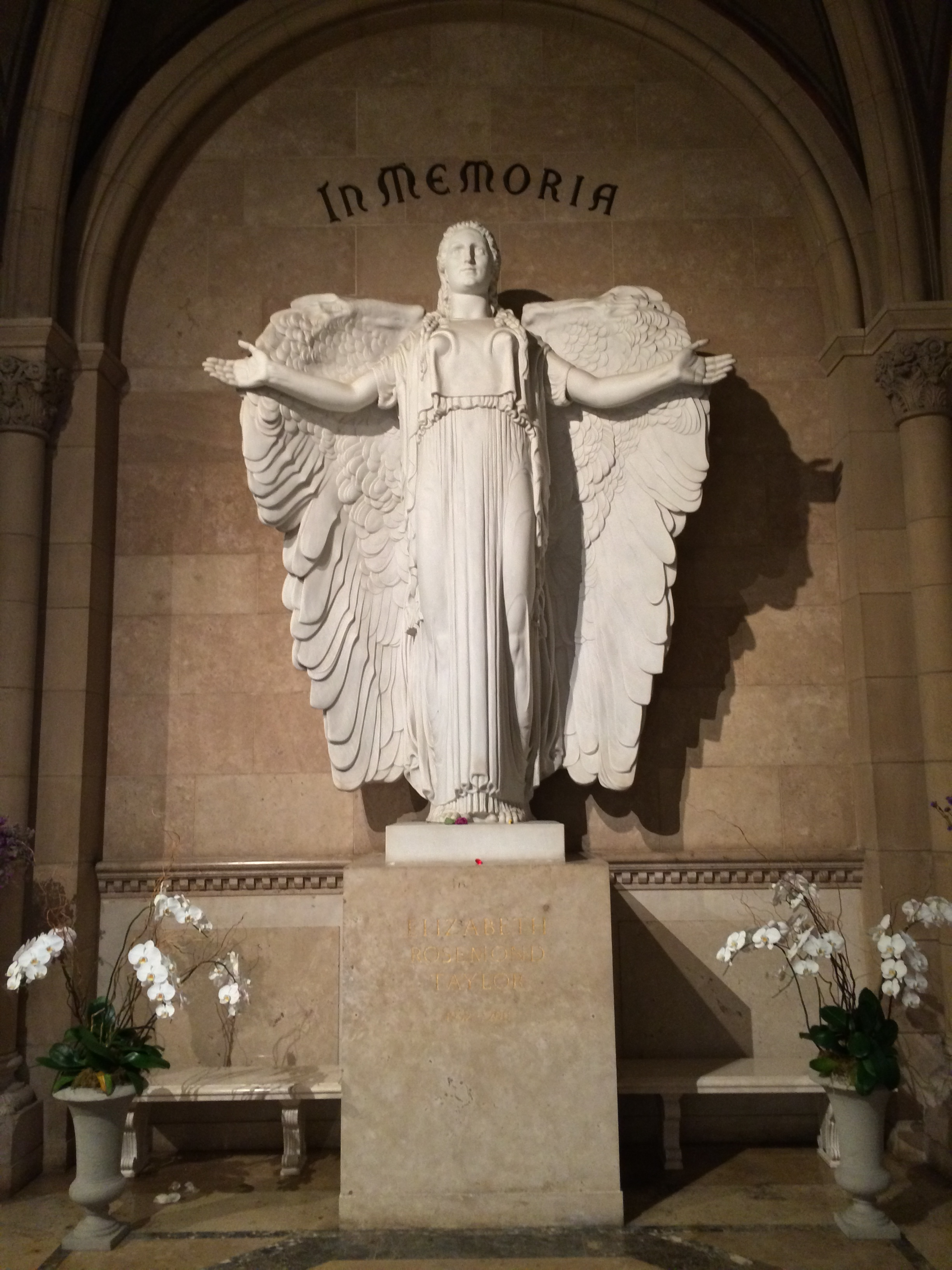
La tomba di Elizabeth Taylor
(Forest Lawn Memorial Park, Los Angeles)

### La morte
Da tempo malata di cuore, Elizabeth Taylor morì il 23 marzo 2011, a 79 anni, al Cedars-Sinai Medical Center di Los Angeles. Nel luglio 2010, per problemi alle coronarie, era stata ricoverata in una clinica di Los Angeles. Dopo i funerali venne sepolta presso il Forest Lawn Memorial Park di Los Angeles, California.

## Vita privata
Elizabeth Taylor si sposò otto volte, con sette uomini diversi:
- Conrad "Nicky" Hilton Jr., erede della famiglia Hilton (6 maggio 1950 - 29 gennaio 1951) - divorziata
- Michael Wilding, attore, (21 febbraio 1952 - 26 gennaio 1957) - divorziata
- Mike Todd, produttore, di 23 anni più anziano (2 febbraio 1957 - 22 marzo 1958) - vedova
- Eddie Fisher, cantante (12 maggio 1959 - 6 marzo 1964) - divorziata
- Richard Burton, attore (15 marzo 1964 - 26 giugno 1974) - divorziata
- Richard Burton (2° matrimonio) (10 ottobre 1975 - 29 luglio 1976) - divorziata
- John Warner, senatore (4 dicembre 1976 - 7 novembre 1982) - divorziata
- Larry Fortensky, operaio edile (6 ottobre 1991 - 31 ottobre 1996) - divorziata

Ebbe tre figli: Michael Howard Wilding (nato il 6 gennaio 1953), Christopher Edward Wilding (nato il 27 febbraio 1955) dal matrimonio con Michael Wilding, ed Elizabeth Frances Todd, detta Liza (nata il 6 agosto 1957) dal matrimonio con Mike Todd. Nel 1964 lei ed Eddie Fisher iniziarono le pratiche per l'adozione di una bambina tedesca, poi in seguito adottata dal solo Richard Burton e chiamata Maria Burton (nata il 1º agosto 1961). Durante il suo matrimonio con Eddie Fisher nel 1959, che per qualche tempo creò una sorta di "guerra fredda" con Debbie Reynolds, molto seguita anche dalla stampa internazionale, Taylor si convertì all'ebraismo, dopo avere fatto parte del cristianesimo scientista dalla nascita. Divenne suocera per la prima volta a 38 anni e nonna a 39. Al momento della morte aveva dieci nipoti e quattro pronipoti.

## Ebraismo, Israele e sionismo
Nel 1959, a 27 anni, dopo nove mesi di studio Elizabeth Taylor si convertì dal cristianesimo scientista all'ebraismo, assumendo il nome ebraico di Elisheba Rachel. Affermò che la sua conversione era stata valutata a lungo e non era legata ai matrimoni. Era una seguace della Kabbalah e un membro del Kabbalah Centre. Dopo la conversione si dedicò per tutta la vita al sionismo ed a cause legate a Israele. Nel 1959 i suoi acquisti su larga scala di bond israeliani scatenarono il boicottaggio arabo dei suoi film. Nel 1962 le fu impedito di entrare in Egitto per completare le riprese di Cleopatra poiché aveva adottato la fede ebraica e sosteneva cause israeliane.
Nel 1974 Taylor e Richard Burton non poterono sposarsi in Israele perché Burton non era ebreo. L'attrice contribuì a raccogliere fondi per organizzazioni come il Jewish National Fund, sostenne il diritto degli ebrei sovietici di emigrare in Israele e cancellò una visita nell'URSS a causa della sua condanna di Israele per la guerra dei sei giorni, firmò una lettera di protesta contro la risoluzione 3379 dell'Assemblea generale delle Nazioni Unite del 1975 che equiparava il sionismo al razzismo e si offrì come sostituta per gli ostaggi del gruppo di terroristi palestinesi del dirottamento Entebbe.

## Eredità di immagine

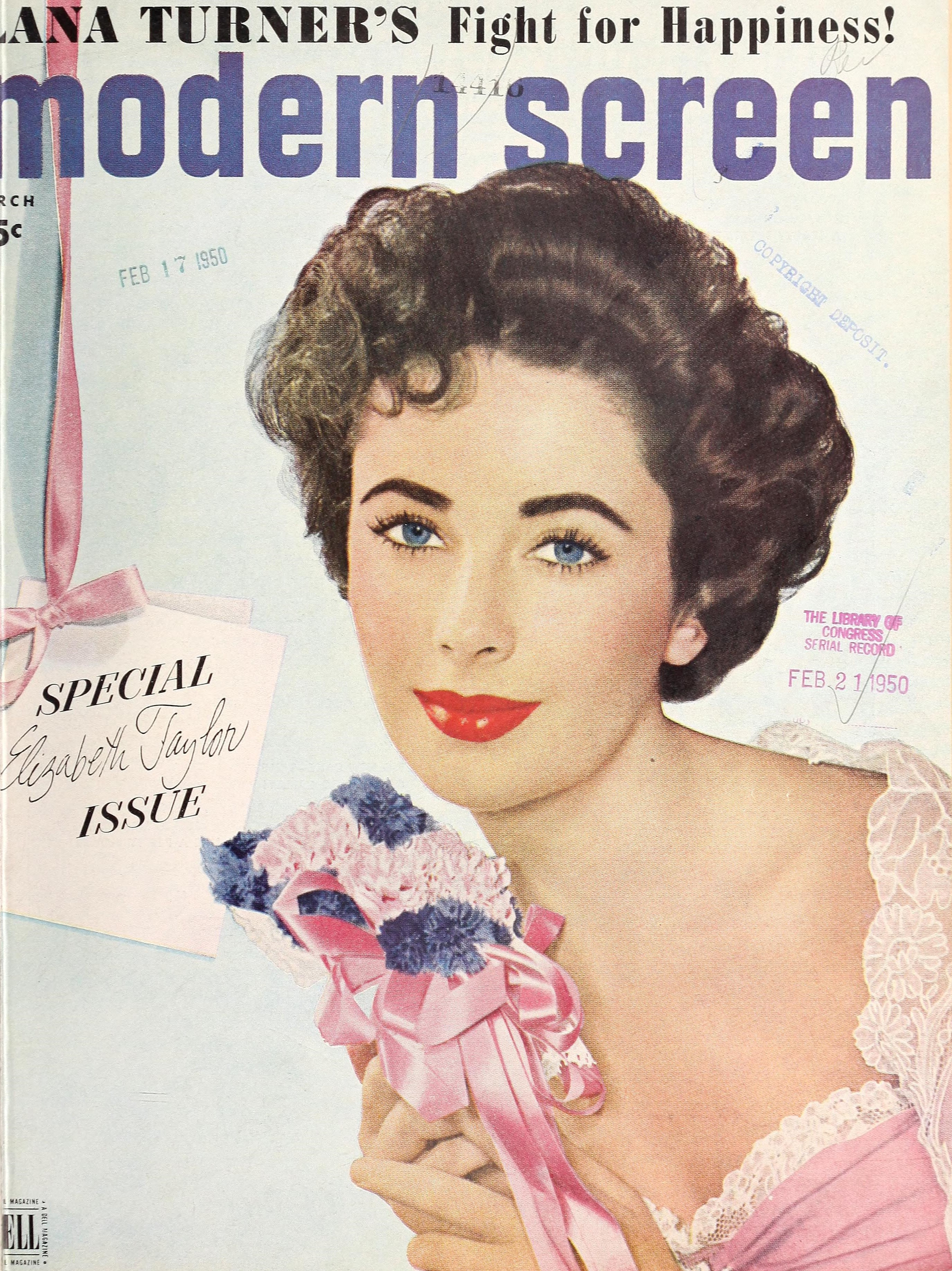
Elizabeth Taylor sulla copertina di una rivista nel marzo 1950

Elizabeth Taylor è stata definita dal biografo William J. Mann la «più grande stella cinematografica di sempre». Bambina prodigio all'età di dodici anni, fu presto lanciata dalla MGM di fronte al grande pubblico in una serie di film, oggi considerati grandi "classici". La sua risultante celebrità la rese una vera e propria icona di un'epoca e «creatrice del modello per la celebrità», sempre secondo Mann.
Altri osservatori espressero giudizi simili, come la critica sociale Camille Paglia, che descrive Taylor come «la più grande attrice nella storia del cinema», anche grazie «al limpido regno di emozione» che riuscì a creare sullo schermo. La Paglia descrive l'effetto che Taylor faceva in alcuni dei suoi film come «un'elettrica, erotica carica che fa vibrare lo spazio tra il suo volto e lo schermo. Si tratta di un fenomeno extrasensoriale, pagano».
Elizabeth Taylor ha avuto un ruolo chiave nella rivoluzione sessuale degli anni sessanta come immagine disinibita di sensualità. Fu una delle prime attrici di primo livello a posare quasi nuda su Playboy e sempre tra le prime ad apparire senza veli in un film di circuito. In Un posto al sole (1951), girato quando aveva soltanto diciannove anni, la sua sorprendente maturità sorprese la famosa giornalista di Hollywood Hedda Hopper, che scrisse della sua precoce sensualità. Lo storico cinematografico Andrew Sarris descrive le scene d'amore di questo film con Montgomery Clift come «snervanti-sibaritiche-come quando ci si rimpinza di gelato al cioccolato».
Nella vita reale fu considerata «una stella senza arie», nota Mann. La scrittrice Gloria Steinem similmente descrive Taylor come «una regina del cinema senza ego… esperta in quello che fa, mai malevola nei suoi rapporti lavorativi con le altre attrici». Mike Nichols, che la diresse in Chi ha paura di Virginia Woolf? (1966), disse che tra tutti gli attori con cui lavorò, Taylor era quella con «l'anima più democratica». Mann aggiunge che era solita trattare gli elettricisti e gli assistenti di scena «allo stesso modo di un Rothschild a un gala di beneficenza». George Cukor, celebre "regista delle donne", disse a Taylor che possedeva «la più rara delle virtù: semplice gentilezza».
Richard Burton, che lavorò con la moglie in numerosi film, espresse sempre grande ammirazione per il suo talento di attrice. Burton disse: «Penso che sia una delle attrici cinematografiche più sottovalutate che siano mai vissute, e credo sia una delle migliori mai vissute. Al suo meglio è incomparabile».

## Nei media
Sulla storia di Elizabeth Taylor e sulla sua relazione con Richard Burton sono stati girati diversi film per la televisione.
- Liz, la diva dagli occhi viola (Liz: The Elizabeth Taylor Story) (1995), miniserie televisiva di Kevin Connor con Sherilyn Fenn e Angus Macfadyen.
- Liz & Dick (2012), film TV di Lloyd Kramer con Lindsay Lohan e Grant Bowler.
- Burton & Taylor (2013), film TV di Richard Laxton con Helena Bonham Carter e Dominic West.

Liz Taylor è apparsa su ben 14 copertine della rivista People, seconda in questa classifica soltanto alla Principessa Diana.

## Filmografia

### Attrice

#### Cinema
- There's One Born Every Minute, regia di Harold Young (1942)
- Torna a casa, Lassie! (Lassie Come Home), regia di Fred M. Wilcox (1943)
- La porta proibita (Jane Eyre), regia di Robert Stevenson (1943) - non accreditata
- Le bianche scogliere di Dover (The White Cliffs of Dover), regia di Clarence Brown (1944) - non accreditata
- Gran Premio (National Velvet), regia di Clarence Brown (1944)
- Il coraggio di Lassie (Courage of Lassie), regia di Fred M. Wilcox (1946)
- Vita col padre (Life with Father), regia di Michael Curtiz (1947)
- Cinzia (Cynthia), regia di Robert Z. Leonard (1947)
- Così sono le donne (A Date with Judy), regia di Richard Thorpe (1948)
- La bella imprudente (Julia Misbehaves), regia di Jack Conway (1948)
- Piccole donne (Little Women), regia di Mervyn LeRoy (1949)
- Alto tradimento (Conspirator), regia di Victor Saville (1949)
- La sbornia di David (The Big Hangover), regia di Norman Krasna (1950)
- Il padre della sposa (Father of the Bride), regia di Vincente Minnelli (1950)
- Papà diventa nonno (Father's Little Dividend), regia di Vincente Minnelli (1951)
- Un posto al sole (A Place in the Sun), regia di George Stevens (1951)
- Quo vadis (Quo Vadis), regia di Mervyn LeRoy (1951) - non accreditata
- Callaway Went Thataway, regia di Melvin Frank e Norman Panama (1951) - cameo non accreditato
- Marito per forza (Love Is Better Than Ever), regia di Stanley Donen (1952)
- Ivanhoe, regia di Richard Thorpe (1952)
- Vita inquieta (The Girl Who Had Everything), regia di Richard Thorpe (1953)
- Rapsodia (Rhapsody), regia di Charles Vidor (1954)
- La pista degli elefanti (Elephant Walk), regia di William Dieterle (1954)
- Lord Brummell (Beau Brummell), regia di Curtis Bernhardt (1954)
- L'ultima volta che vidi Parigi (The Last Time I Saw Paris), regia di Richard Brooks (1954)
- Il gigante (Giant), regia di George Stevens (1956)
- L'albero della vita (Raintree County), regia di Edward Dmytryk (1957)
- La gatta sul tetto che scotta (Cat on a Hot Tin Roof), regia di Richard Brooks (1958)
- Improvvisamente, l'estate scorsa (Suddenly, Last Summer), regia di Joseph L. Mankiewicz (1959)
- Scent of Mystery, regia di Jack Cardiff (1960) - non accreditata
- Venere in visone (Butterfield 8), regia di Daniel Mann (1960)
- Cleopatra, regia di Joseph L. Mankiewicz (1963)
- International Hotel (The V.I.P.s), regia di Anthony Asquith (1963)
- Castelli di sabbia (The Sandpiper), regia di Vincente Minnelli (1965)
- Chi ha paura di Virginia Woolf? (Who's Afraid of Virginia Woolf?), regia di Mike Nichols (1966)
- La bisbetica domata (The Taming of the Shrew), regia di Franco Zeffirelli (1967)
- Il dottor Faustus (Doctor Faustus), regia di Richard Burton e Nevill Coghill (1967)
- Riflessi in un occhio d'oro (Reflections in a Golden Eye), regia di John Huston (1967)
- I commedianti (The Comedians), regia di Peter Glenville (1967)
- La scogliera dei desideri (Boom), regia di Joseph Losey (1968)
- Cerimonia segreta (Secret Ceremony), regia di Joseph Losey (1968)
- Anna dei mille giorni (Anne of the Thousand Days), regia di Charles Jarrott (1969) - non accreditata
- L'unico gioco in città (The Only Game in Town), regia di George Stevens (1970)
- X, y & "Zi" (Zee and Co.), regia di Brian G. Hutton (1972)
- La leggenda di Llareggub, regia di Andrew Sinclair (1972)
- Una faccia di c... (Hammersmith Is Out), regia di Peter Ustinov (1972)
- Ad un'ora della notte (Night Watch), regia di Brian G. Hutton (1973)
- Mercoledì delle ceneri (Ash Wednesday), regia di Larry Peerce (1973)
- Identikit, regia di Giuseppe Patroni Griffi (1974)
- C'era una volta Hollywood (That's Entertainment!), regia di Jack Haley Jr. (1974)
- Il giardino della felicità (The Blue Bird), regia di George Cukor (1976)
- Gigi (A Little Night Music), regia di Harold Prince (1977)
- Rebus per un assassinio (Winter Kills), regia di William Richert (1979) - non accreditata
- Assassinio allo specchio (The Mirror Crack'd), regia di Guy Hamilton (1980)
- Il giovane Toscanini, regia di Franco Zeffirelli (1988)
- I Flintstones (The Flintstones), regia di Brian Levant (1994)

#### Televisione
- Here's Lucy – serie TV, un episodio (1970)
- Divorzia lui, divorzia lei (Divorce His - Divorce Hers), regia di Waris Hussein – film TV (1973)
- La lunga notte di Entebbe (Victory at Entebbe), regia di Marvin J. Chomsky – film TV (1976)
- Un amore impossibile (Return Engagement), regia di Joseph Hardy – film TV (1978)
- General Hospital – soap opera, 3 episodi (1981)
- Fra amiche (Between Friends), regia di Lou Antonio – film TV (1983)
- La valle dei pini (All My Children) – soap opera (1983-1984)
- Hotel – serie TV, episodio 2x01 (1984)
- Malizia a Hollywood (Malice in Wonderland), regia di Gus Trikonis – film TV (1985)
- Nord e Sud (North and South) – miniserie TV (1985)
- Una lettera per Josh (There Must Be a Pony), regia di Joseph Sargent – film TV (1986)
- Poker Alice - La regina del gioco (Poker Alice), regia di Arthur Allan Seidelman – film TV (1987)
- La dolce ala della giovinezza (Sweet Bird of Youth), regia di Nicolas Roeg – film TV (1989)
- Can't Hurry Love – serie TV, episodio 1x19 (1996)
- Murphy Brown – serie TV, episodio 8x18 (1996)
- La tata (The Nanny) – serie TV, episodio 3x21 (1996)
- These Old Broads, regia di Matthew Diamond – film TV (2001)

### Doppiatrice
- Capitan Planet e i Planeteers (Captain Planet and the Planeteers) – serie TV, episodio 3x11 (1992)
- I Simpson (The Simpsons) – serie TV, 2 episodi (1993)
- God, the Devil and Bob – serie TV, episodio 1x12 (2001)

## Teatro
- La tragica storia del Dottor Faust di Christopher Marlowe, regia di Nevill Coghill. Oxford University Theatre di Oxford (1967)
- Le piccole volpi di Lillian Hellman, regia di Austin Pendleton. Martin Beck Theatre di Broadway e tour statunitense (1981)
- Le piccole volpi di Lillian Hellman, regia di Austin Pendleton. Victoria Palace Theatre di Londra (1982)
- Vite in privato di Noël Coward, regia di Milton Katselas. Lunt-Fontanne Theatre di Broadway (1983)
- Lettere d'amore di A. R. Gurney, regia di John Tillinger. Paramount Theatre di Los Angeles (2007)

## Riconoscimenti
- Premio Oscar
  - 1958 – Candidatura alla migliore attrice per L'albero della vita
  - 1959 – Candidatura alla migliore attrice per La gatta sul tetto che scotta
  - 1960 – Candidatura alla migliore attrice per Improvvisamente, l'estate scorsa
  - 1961 – Migliore attrice per Venere in visone
  - 1967 – Migliore attrice per Chi ha paura di Virginia Woolf?
  - 1993 – Premio umanitario Jean Hersholt
- Golden Globe
  - 1957 – Golden Globe Speciale
  - 1960 – Migliore attrice in un film drammatico per Improvvisamente l'estate scorsa
  - 1961 – Candidatura alla migliore attrice in un film drammatico per Venere in visone
  - 1966 – Candidatura Henrietta Award
  - 1967 – Candidatura alla migliore attrice in un film drammatico per Chi ha paura di Virginia Woolf?
  - 1969 – Candidatura Henrietta Award
  - 1974 – Candidatura alla migliore attrice in un film drammatico per Mercoledì delle ceneri
  - 1974 – Henrietta Award
  - 1985 – Golden Globe alla carriera
- BAFTA
  - 1959 – Candidatura alla migliore attrice straniera per La gatta sul tetto che scotta
  - 1967 – Migliore attrice britannica per Chi ha paura di Virginia Woolf?
  - 1968 – Candidatura alla migliore attrice britannica per La bisbetica domata
  - 1999 – Premio alla carriera
- David di Donatello
  - 1960 – Targa d'oro per Improvvisamente l'estate scorsa
  - 1967 – Miglior attrice straniera per La bisbetica domata
  - 1972 – Miglior attrice straniera per X Y e Zi

## Doppiatrici italiane
Nelle versioni in italiano delle opere in cui ha recitato, Elizabeth Taylor è stata doppiata da:
- Germana Calderini in Torna a casa, Lassie!, Le bianche scogliere di Dover, Gran Premio, Vita col padre, Cinzia, Così sono le donne, Piccole donne, Alto tradimento, La sbornia di David, Il padre della sposa, Papà diventa nonno, Un posto al sole, Ivanhoe
- Rita Savagnone in Coraggio di Lassi, Cleopatra[17], La bisbetica domata, Cerimonia segreta, L'unico gioco in città, X Y e Zi, Ad un'ora della notte, Divorzia lui, divorzia lei, C'era una volta Hollywood, Il giardino della felicità, Assassinio allo specchio
- Fiorella Betti in Vita inquieta, Rapsodia, La pista degli elefanti, Lord Brummell, L'ultima volta che vidi Parigi, L'albero della vita, La gatta sul tetto che scotta, Venere in visone, International Hotel, Castelli di sabbia
- Maria Pia Di Meo in Alto tradimento (ridoppiaggio), Poker Alice - La regina del gioco, I Flintstones
- Adriana De Roberto in Chi ha paura di Virginia Woolf?, La scogliera dei desideri
- Gabriella Genta in Riflessi in un occhio d'oro, La lunga notte di Entebbe
- Micaela Giustiniani ne Il gigante
- Lydia Simoneschi in Improvvisamente l'estate scorsa
- Ada Maria Serra Zanetti ne I commedianti
- Valeria Valeri in Mercoledì delle ceneri
- Federica Giulietti in General Hospital
- Germana Dominici in Nord e Sud
- Ludovica Modugno ne Il giovane Toscanini
- Noemi Gifuni ne La dolce ala della giovinezza
- Paola Tedesco ne La tata
- Emanuela Rossi in Torna a casa, Lassie! (ridoppiaggio)
- Silvia Tognoloni in Gran Premio (ridoppiaggio)

## Onorificenze
Elizabeth Taylor vinse due Oscar alla miglior attrice. La prima statuetta le venne attribuita per l'interpretazione in Venere in visone (1960) di Daniel Mann, e la seconda per Chi ha paura di Virginia Woolf? (1967) di Mike Nichols, che molti considerano la sua miglior performance. Per la stessa interpretazione ricevette un BAFTA quale attrice britannica dell'anno.
Taylor ricevette dall'Academy of Motion Picture Arts and Sciences anche il Premio umanitario Jean Hersholt nel 1992. L'anno successivo, 1993, fu insignita dall'American Film Institute del Life Achievement Award, il premio alla carriera. Nel 2002 ricevette l'onorificenza del Kennedy Center Honors dal "John F. Kennedy Center for the Performing Arts".
Le impronte delle mani e dei piedi di Elizabeth Taylor sono impresse e immortalate nel pavimento davanti al Grauman's Chinese Theatre, e ha una stella sulla Hollywood Walk of Fame, al numero 6336 di Hollywood Boulevard a Hollywood, California. Per i suoi successi come attrice bambina il suo nome è incluso anche nella Young Hollywood Hall of Fame.
Il 10 novembre 2005 fu premiata con il Britannia Award for Artistic Excellence in International Entertainment.
Nel 1963 Andy Warhol le dedicò un ritratto, che venne realizzato con i suoi classici "Multipli" su fondo rosso, su fondo argento, su fondo giallo e su fondo bianco. L'opera Silver Liz - grande cm 101,6 x 101,6 - è conservata alla Hufkens Gallery di Bruxelles.
Nel 2001 le venne dedicato un aperitivo: lo spritz taylor. Un omaggio del poeta e artista interdisciplinare Norman Zoia in occasione di un viaggio di Liz a Venezia.